# 薩克森號飛船
齊柏林飛船十七號－薩克森號（德語：LZ 17 Sachsen）為施瓦本號飛船等F級齊柏林飛船改進的第四艘H級 ，於西元1913年5月3日首飛，由德国飞艇旅行公司（德語：Deutsche Luftschiffahrts-Aktiengesellschaft）用作載客飛船直到一戰爆發被德意志帝國陸軍所徵用，在轉交給軍隊後，薩克森號在西元1916年被解體。

## 歷史
從完工後到一戰被軍隊徵招使用為止，薩克森號總共在419個航班中，運載了9837名乘客， 主要使用於德國飛艇旅行公司的觀光飛行航線，在德累斯頓、萊比錫、波茨坦、 漢堡、腓特烈港、奧斯和萊格尼察等地飛行。  
西元1914年8月1日，薩克森號轉交給德意志帝國陸軍，並安裝了炸彈艙，可攜帶3,0003,000（6,600磅）的炸藥和機關槍。彼得·史特拉塞，為德意志帝國海軍飛船勤務團的指揮官，在西元1914年接到於該飛船上的進行訓練的命令，不久後，他參加了數次對安特衛普的攻擊任務。 飛船很快地被發現不適合使用在西線戰場，因此在西元1915年早期被轉移到阿伦施泰因，與較小型的飛船進行全年對比亚韦斯托克和切哈努夫 的襲擊任務。 
薩克森號在一次落地時受損，修復完成後，該飛船縮短到了148148米（486英尺），搭載量降低到7,4007,400（16,300磅） ，引擎功率增加到130130 kW（180 hp）。此後，薩克森號的編號改為LZ 17A，並再次轉交給了在柯尼斯堡的德意志帝國海軍， 12個月後，西元1916年薩克森在該地除役，該飛船的運用紀錄可說是德國最成功的小型飛船之一。

## 規格（軍用H型齊柏林飛船）
数据来源： Zeppelin : rigid airships, 1893-1940
基本诸元
- 乘员： 20
- 长度： 158公尺（英呎英吋）
- 直径： 14.6公尺（英呎英吋）
- 体积： 19500立方公尺（立方英呎）
- 空重： 17900公斤（磅）
- 有效载荷： 26100公斤（磅） 每个

性能
- 最大速度： 76.32公里/時（英里/時）
- 航程： 2300公里（英里）

## 值得注意的船長
薩克森號經歷過許多船長指揮，其中包含：
- 霍格·埃克納
- 恩斯特·萊曼（英语：Ernst A. Lehmann）
- 喬治·赫克